# Ага (приток Онона)
Ага́ (бур. Ага гол) — река в Забайкальском крае России, левый приток Онона. Длина реки — 167 км, площадь водосборного бассейна — 8000 км².

## География и гидрология
За исток принято считать место слияния рек Урда-Ага и Хойто-Ага. Высота истока — 695 м над уровнем моря. Протекает по городскому округу посёлок Агинское, Агинскому, Могойтуйскому и Шилкинскому районам.
Гидрологический режим реки относится к дальневосточному типу с резким преобладанием дождевого стока. Ширина реки — 10—30 м, притоков — 5—10 м. Преобладающее питание — дождевое. Исследованиями выявлены две фазы водности реки — полноводная и маловодная, каждая из которых длится в среднем от девяти до пятнадцати лет. Маловодная фаза длилась с 1995 года. В мае 2010 года произошло наводнение.
Наиболее крупные притоки — Усть-Аргалей, Цаган-Челутай, Хара-Шибирь, Хила.

## Населённые пункты на реке
На берегах и долине реки находятся (от истока к устью):
Булактуй, Амитхаша, Агинское, Хусатуй, Ага-Хангил, Уронай, Остречная, Ара-Булак, Улан-Сарта, Цаган-Ола, Нарин, Усть-Нарин, Усть-Ножовая. Напротив устья реки, на правом берегу Онона — Усть-Ага.

## Этимология названия
По одной из версий название происходит от эвенк. аги — «равнина открытая, а местами таёжная».